# 6 de setembro
6 de setembro é o 249.º dia do ano no calendário gregoriano (250.º em anos bissextos). Faltam 116 dias para acabar o ano.

## Eventos históricos

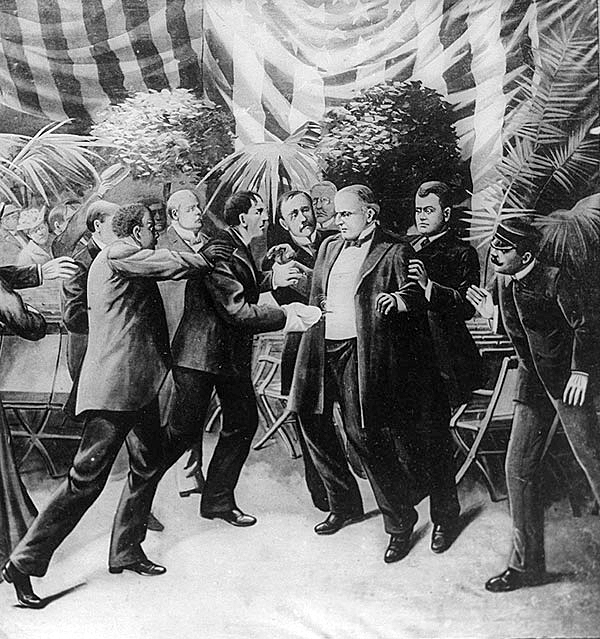
1901: Assassinato de William McKinley

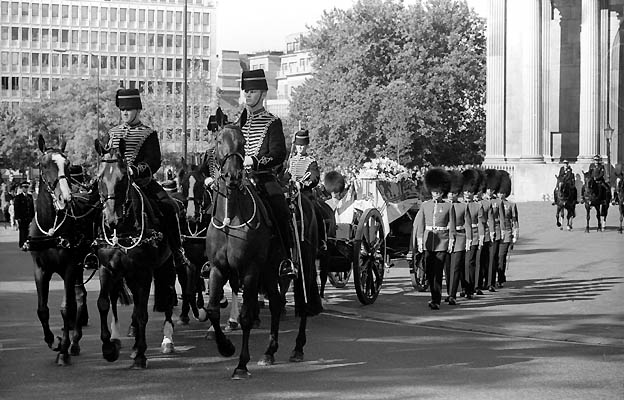
1997: Funeral de Diana, Princesa de Gales

- 3761 a.C. — Primeiro dia do calendário judaico.
- 0394 — Batalha do Frígido: o imperador romano Teodósio derrota e mata Eugênio, o usurpador. Seu franco Mestre dos soldados Arbogasto escapa, mas comete suicídio dois dias depois.
- 1492 — Cristóvão Colombo parte de La Gomera, nas Ilhas Canárias, seu porto de escala final antes de atravessar o Oceano Atlântico pela primeira vez.
- 1522 — Juan Sebastián Elcano chega a Sanlúcar de Barrameda (Cádis) com apenas um navio e 18 homens, concluindo a primeira volta ao mundo.
- 1620 — Os peregrinos partem de Plymouth, Inglaterra, no Mayflower, para se estabelecerem na América do Norte. (Data de estilo antigo; 16 de setembro por data de novo estilo.)
- 1628 — Os puritanos colonizam Salem, que se tornou parte da Colônia da Baía de Massachusetts.
- 1634 — Guerra dos Trinta Anos: Na Batalha de Nördlingen, o exército imperial católico derrota as forças protestantes suecas e alemãs.
- 1642 — O Parlamento Longo da Inglaterra proíbe peças de teatro públicas.
- 1652 — Primeira Guerra Anglo-Holandesa: vitória holandesa na Batalha de Elba.
- 1803 — O cientista britânico John Dalton começa a usar símbolos para representar os átomos de diferentes elementos.
- 1861 — Guerra Civil Americana: forças sob o comando do general da União Ulysses S. Grant capturam sem derramamento de sangue Paducah, Kentucky, dando à União o controle da foz do rio Tennessee.
- 1885 — Rumélia Oriental declara sua união com a Bulgária, realizando assim a Unificação da Bulgária.
- 1901 — Leon Czolgosz, um anarquista desempregado, atira e fere fatalmente o presidente dos Estados Unidos, William McKinley, na Exposição Panamericana em Buffalo, Nova Iorque.
- 1922 — Oficialização do Hino Nacional Brasileiro, de autoria de Joaquim Osório Duque Estrada.
- 1930 — O presidente argentino democraticamente eleito Hipólito Yrigoyen é deposto em um golpe militar.
- 1936 — Guerra Civil Espanhola: é estabelecido o Conselho Interprovincial das Astúrias e Leão.
- 1939 — Segunda Guerra Mundial: África do Sul declara guerra à Alemanha Nazista.
- 1940 — O rei Carlos II da Romênia abdica e é sucedido por seu filho Miguel. O general Ion Antonescu torna-se o Conducător da Romênia.
- 1943 — O Instituto Tecnológico e de Estudos Superiores de Monterrey é fundado em Monterrei, México, como uma das maiores e mais influentes universidades privadas da América Latina.
- 1944
  - Segunda Guerra Mundial: a cidade de Ypres, na Bélgica, é libertada pelas forças aliadas.
  - Segunda Guerra Mundial: as forças soviéticas capturam a cidade de Tartu, Estônia.
- 1946 — O secretário de Estado dos Estados Unidos, James F. Byrnes, anuncia que os EUA seguirão uma política de reconstrução econômica na Alemanha do pós-guerra.
- 1955 — As minorias grega, judaica e armênia de Istambul são alvo de um pogrom patrocinado pelo governo; dezenas são mortos em distúrbios subsequentes.
- 1965 — A Índia retalia após a Operação Grand Slam do Paquistão, que resulta na Guerra Indo-Paquistanesa de 1965, que termina em um impasse seguido pela assinatura da Declaração de Tashkent.
- 1966 — O primeiro-ministro Hendrik Verwoerd, o arquiteto do apartheid, é morto a facadas na Cidade do Cabo, África do Sul, durante uma reunião parlamentar.
- 1968 — A Suazilândia torna-se independente do Reino Unido.
- 1972 —  Massacre de Munique: Nove atletas israelenses e um policial alemão morrem nas mãos do grupo terrorista palestino “Setembro Negro” após serem feitos reféns nos Jogos Olímpicos de Munique. Dois outros atletas israelenses foram mortos no ataque inicial no dia anterior.
- 1975 — Martina Navratilova, campeã tcheca de tênis, deserta e pede asilo aos Estados Unidos.
- 1976 — Guerra Fria: o piloto das Forças de Defesa Aérea Soviética Viktor Belenko pousa um caça Mikoyan-Gurevich MiG-25 em Hakodate no Japão e pede asilo político nos Estados Unidos; seu pedido é concedido.
- 1983 — A União Soviética admite ter abatido o voo KAL 007, afirmando que seus agentes não sabiam que se tratava de uma aeronave civil quando supostamente violava o espaço aéreo soviético.
- 1991
  - A União Soviética reconhece a independência dos Países Bálticos, Estônia, Letônia e Lituânia.
  - O parlamento russo aprova a mudança do nome de Leningrado para São Petersburgo. A mudança entra em vigor em 1 de outubro de 1991.
- 1997 — O Funeral de Diana, Princesa de Gales, acontece em Londres. Mais de um milhão de pessoas se alinham nas ruas e 2 ½ bilhões assistem ao redor do mundo na televisão.
- 2003 — Mahmoud Abbas renuncia ao cargo de primeiro-ministro palestino.[1]
- 2007 — Israel executa o ataque aéreo da Operação Pomar para destruir um reator nuclear na Síria.
- 2018
  - Candidato à presidência do Brasil Jair Bolsonaro é esfaqueado durante comício de campanha.
  - O Supremo Tribunal da Índia descriminaliza todo o sexo consensual entre adultos em privado, tornando a homossexualidade legal nas terras indianas.[2]
- 2019 — Organização Indiana de Pesquisa Espacial perde contato com módulo lunar Chandrayaan-2, pouco antes de um pouso forçado na superfície da Lua.
- 2022 — Invasão da Ucrânia pela Rússia: Ucrânia inicia sua contra-ofensiva em Carcóvia, surpreendendo as forças russas e retomando mais de 3 000 quilômetros quadrados de terra, recapturando todo o Oblast de Carcóvia a oeste do rio Oskil, na próxima semana.[3]

## Nascimentos

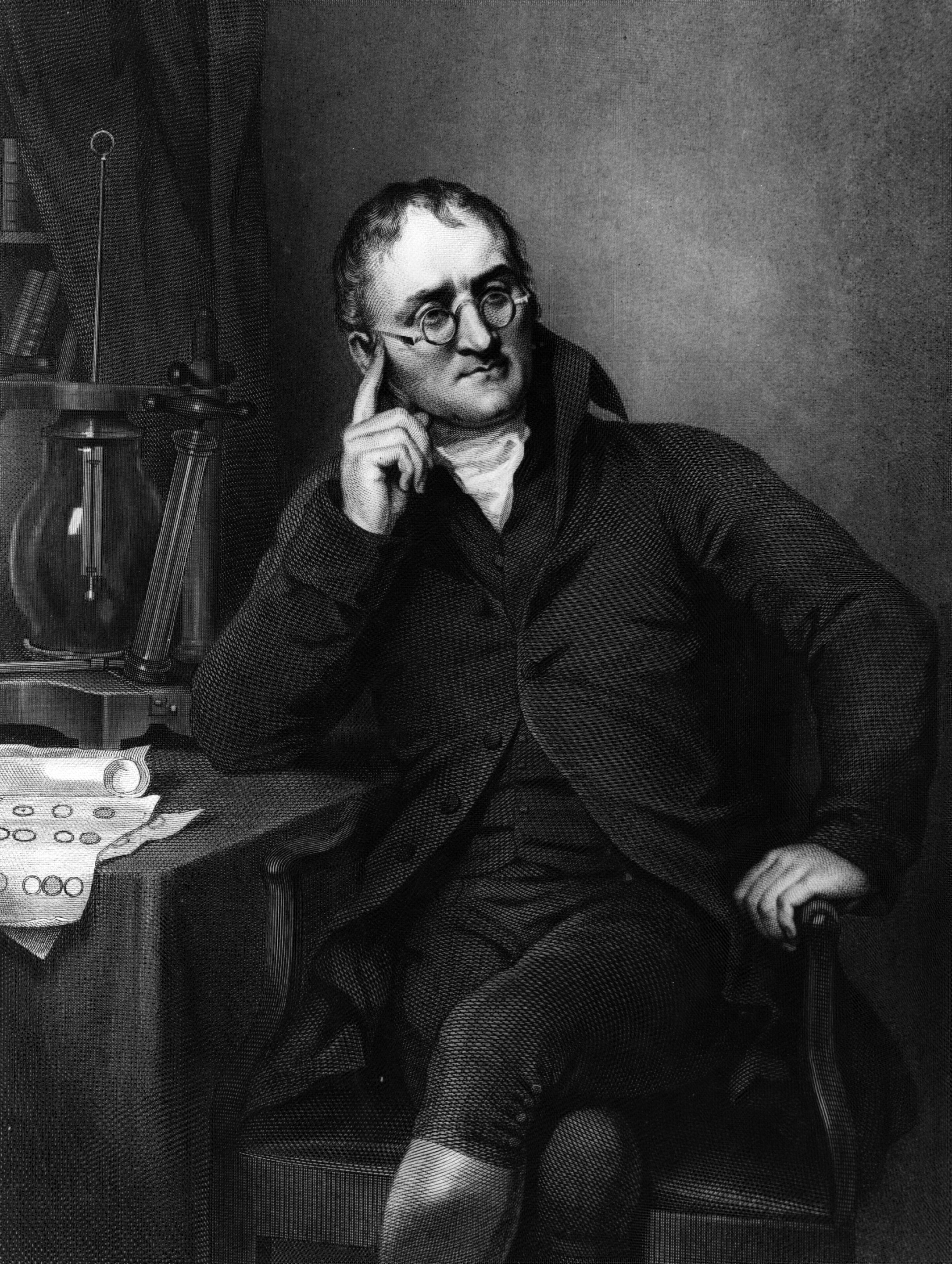
John Dalton

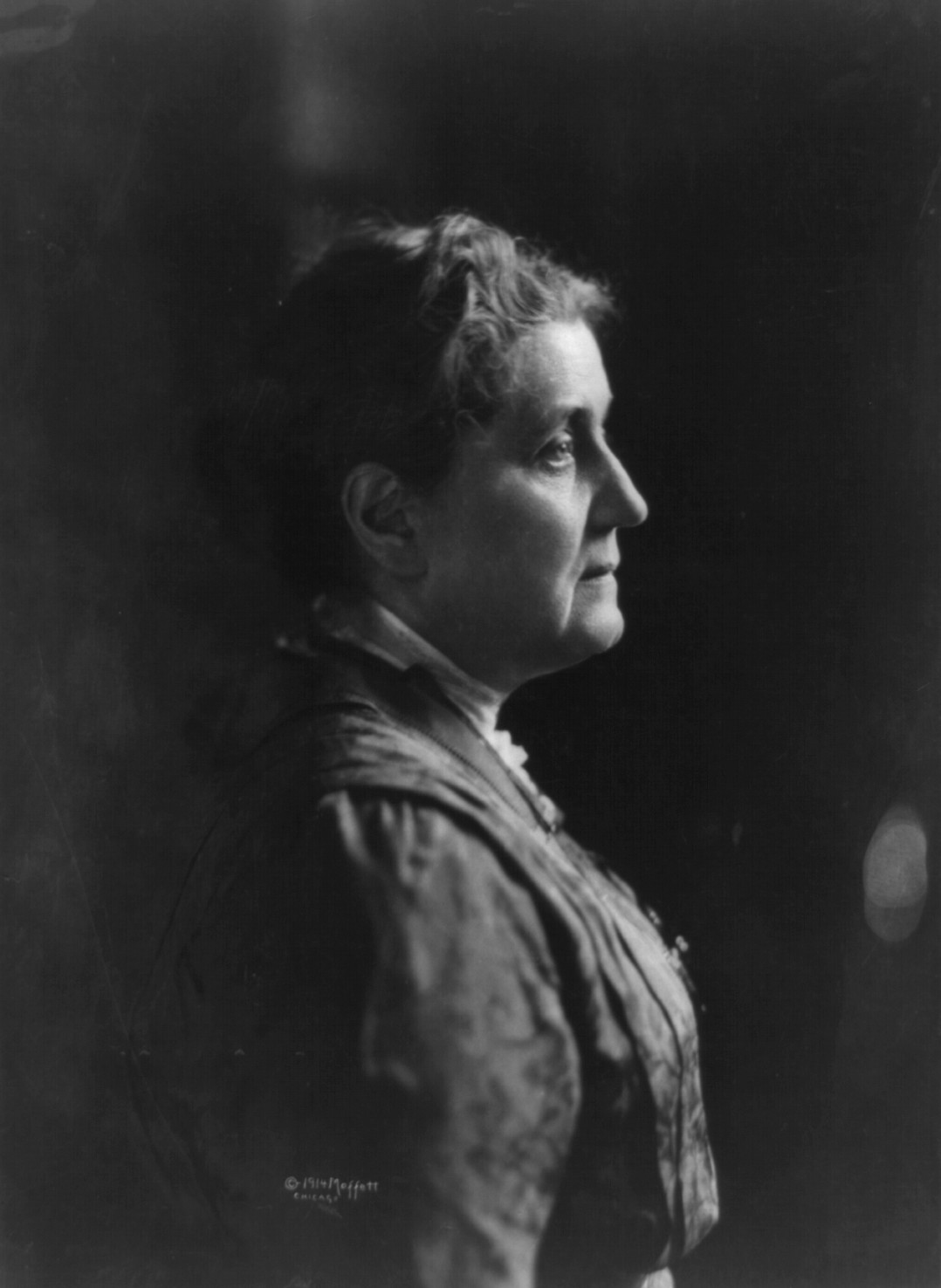
Jane Addams

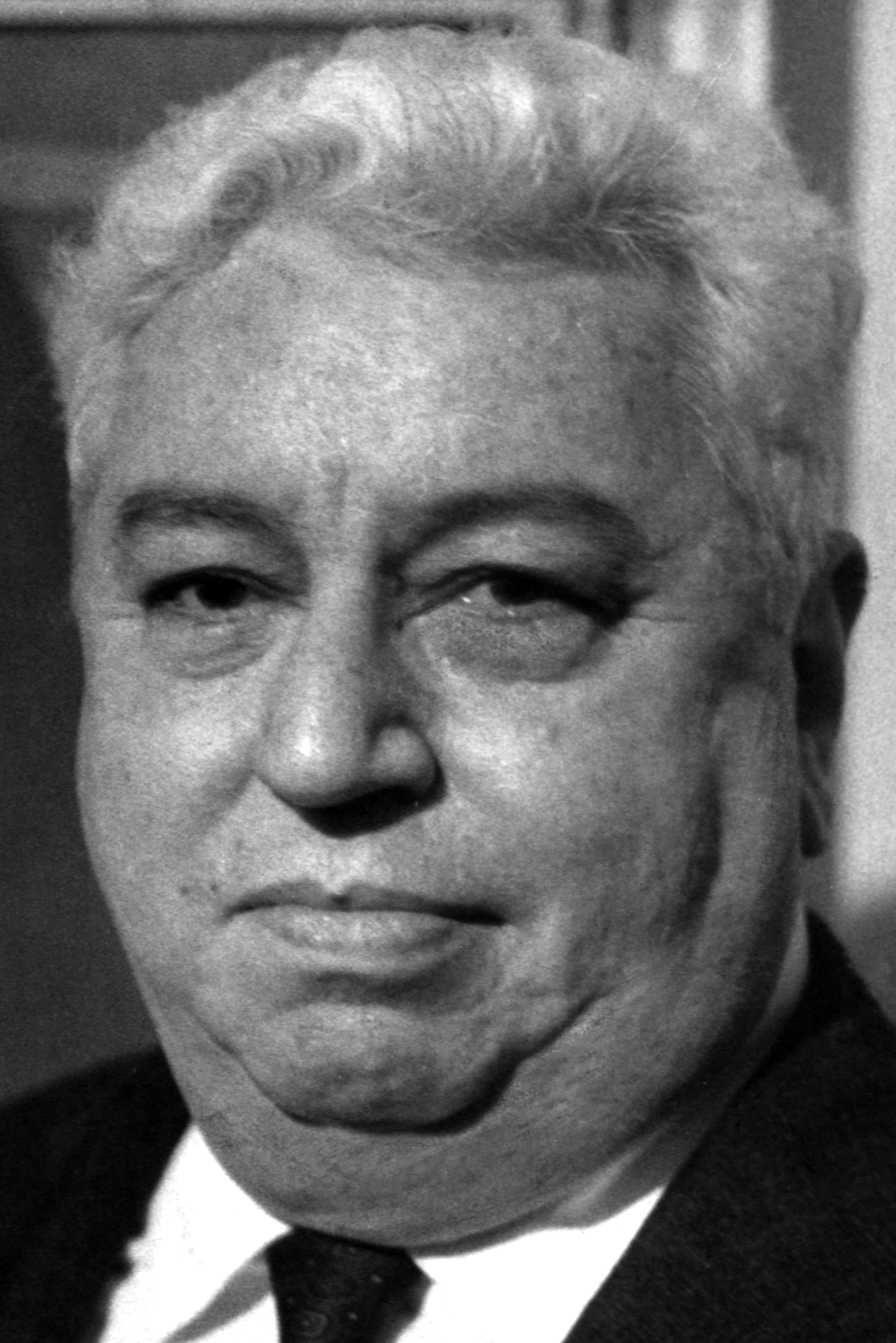
Di Cavalcanti

Leônidas da Silva

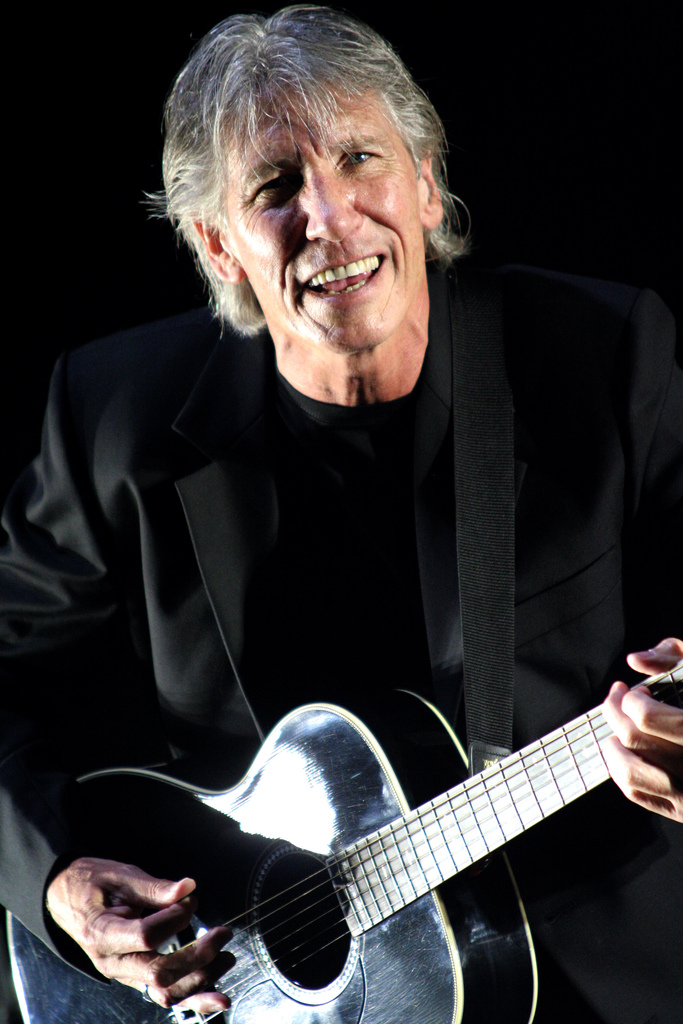
Roger Waters

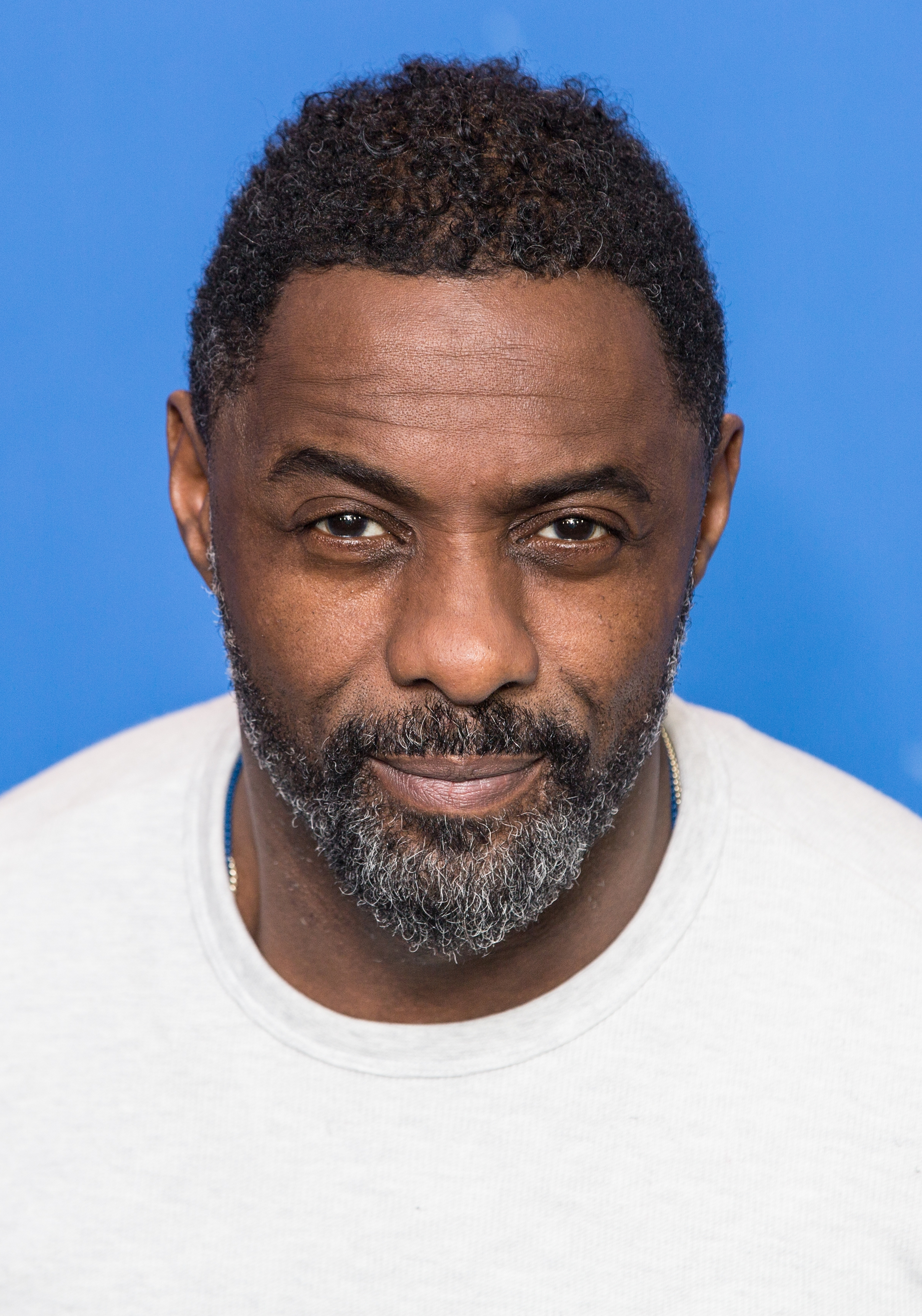
Idris Elba

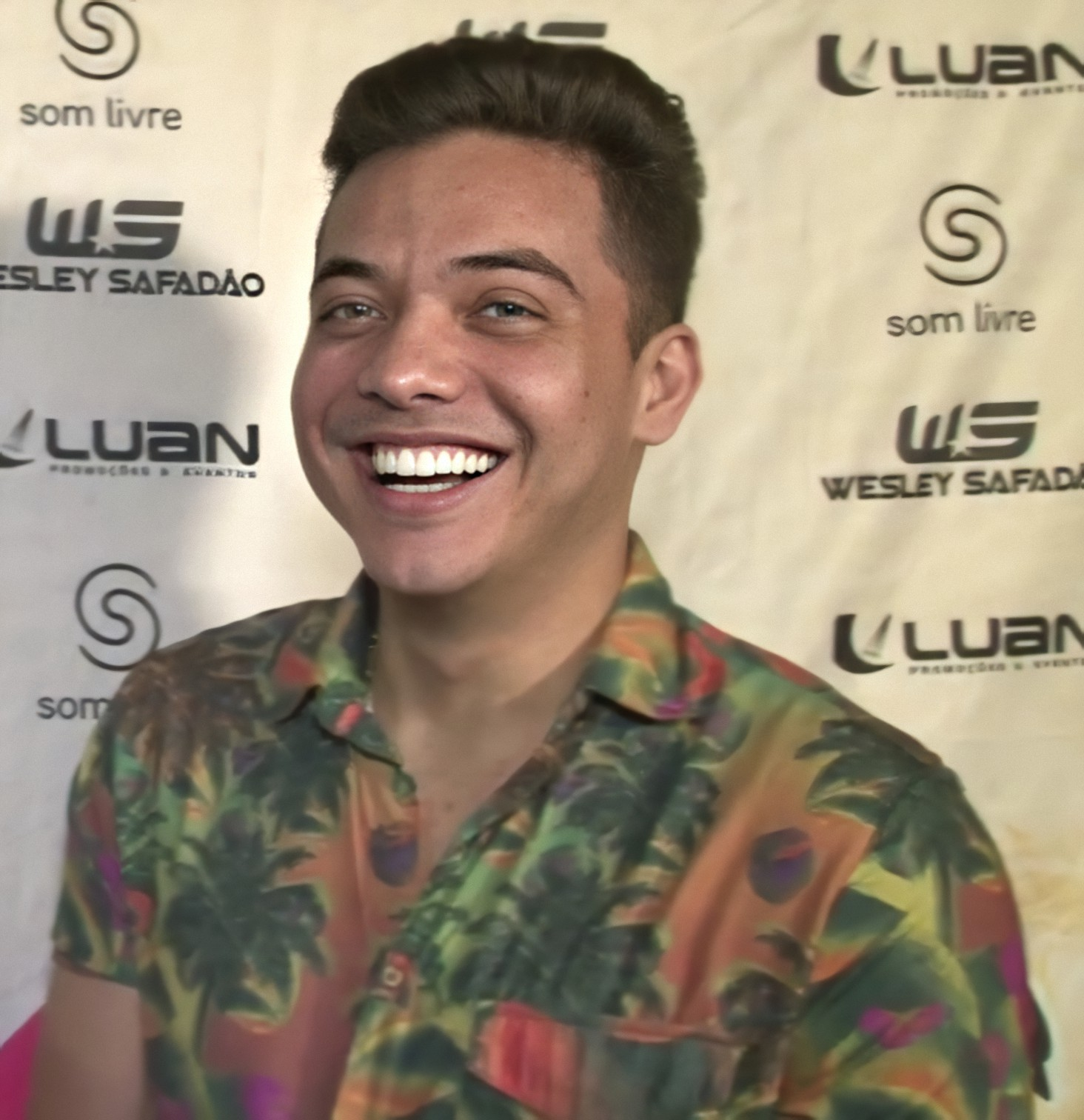
Wesley Safadão

### Anteriores ao século XIX
- 1475 — Sebastiano Serlio, arquiteto italiano (m. 1554).
- 1517 — Francisco de Holanda, pintor português (m. 1585).
- 1610 — Francisco I de Módena, duque de Módena e Régio (m. 1658).
- 1644 — Juan Cabanilles, organista e compositor espanhol (m. 1712).
- 1656 — Guillaume Dubois, cardeal e estadista francês (m. 1723).
- 1666 — Ivan V da Rússia (m. 1696).
- 1714 — Robert Whytt, médico britânico (m. 1766).
- 1722 — Cristiano IV do Palatinado-Zweibrücken (m. 1775).
- 1729 — Moisés Mendelssohn, filósofo e iluminista alemão (m. 1786).
- 1757 — Gilbert du Motier de La Fayette, militar e político francês (m. 1834).
- 1766 — John Dalton, cientista britânico (m. 1844).
- 1800 — Catherine Beecher, educadora estadunidense (m. 1878).

### Século XIX
- 1802 — Alcide d'Orbigny, naturalista francês (m. 1857).
- 1804 — Maria Frederica de Hesse-Cassel, princesa alemã (m. 1888).
- 1808 — Abdalcáder, político e militar argelino (m. 1883).
- 1816 — John Cassin, ornitólogo estadunidense (m. 1869).
- 1817 — Mihail Kogălniceanu, político, advogado e historiador romeno (m. 1891).
- 1854 — Georges Picquart, militar e político francês (m. 1914).
- 1860 — Jane Addams, ativista e escritora estadunidense (m. 1935).
- 1868
  - Heinrich Häberlin, político suíço (m. 1847).
  - Axel Hägerström, filósofo sueco (m. 1939).
- 1869 — Felix Salten, escritor húngaro (m. 1945).
- 1877 — Buddy Bolden, músico estadunidense (m. 1931).
- 1879
  - Johan Nygaardsvold, político norueguês (m. 1952).
  - Max Schreck, ator alemão (m. 1936).
  - Joseph Wirth, político alemão (m. 1956).
- 1881 — Paul Powell, diretor, produtor e roteirista estadunidense (m. 1944).
- 1885
  - Dimitrios Loundras, ginasta grego (m. 1970).
  - Otto Kruger, ator estadunidense (m. 1974).
- 1886 — Hans von Obstfelder, militar alemão (m. 1976).
- 1888 — Joseph P. Kennedy, político, empresário e diplomata estadunidense (m. 1969).
- 1889 — Louis Silvers, compositor estadunidense (m. 1954).
- 1890 — Clara Kimball Young, atriz estadunidense (m. 1960).
- 1892
  - Edward Victor Appleton, físico britânico (m. 1965).
  - Max Woosnam, tenista e futebolista britânico (m. 1965).
- 1895 — Walter Dornberger, militar alemão (m. 1980).
- 1897 — Di Cavalcanti, pintor e caricaturista brasileiro (m. 1976).
- 1899 — Emídio Guerreiro, político português (m. 2005).
- 1900
  - Jacques Moeschal, futebolista francês (m. 1956).
  - Julien Green, escritor e dramaturgo franco-americano (m. 1998).

### Século XX

#### 1901–1950
- 1902 — Sylvanus Olympio, político togolês (m. 1963).
- 1905 — Walther Müller, físico alemão (m. 1979).
- 1906 — Luis Federico Leloir, químico francês (m. 1987).
- 1907 — Ilse Schwidetzky, antropóloga alemã (m. 1997).
- 1908 — Dorothy Gulliver, atriz estadunidense (m. 1997).
- 1912
  - Ewan Forbes, nobre escocês (m. 1991).
  - Jacques Fath, estilista francês (m. 1954).
- 1913
  - Leônidas da Silva, futebolista brasileiro (m. 2004).
  - Julie Gibson, atriz e cantora norte-americana (m. 2019).
- 1915 — Franz Josef Strauß, político alemão (m. 1988).
- 1917 — Philipp von Boeselager, militar alemão (m. 2008).
- 1920
  - Arnaldo de Castro Nogueira, jornalista e político brasileiro (m. 2006).
  - Elvira Pagã, cantora brasileira (m. 2003).
- 1922 — Adriano Moreira, político português (m. 2022).
- 1923 — Pedro II da Iugoslávia (m. 1970).
- 1925
  - Andrea Camilleri, escritor italiano (m. 2019).
  - Jimmy Reed, cantor, guitarrista e gaitista estadunidense (m. 1976).
  - Chedli Klibi, político tunisiano (m. 2020).
- 1928
  - Robert M. Pirsig, filósofo e escritor estadunidense (m. 2017).
  - Sid Watkins, neurocirurgião britânico (m. 2012).
  - Fumihiko Maki, arquiteto japonês (m.2024).
- 1933
  - José Maranhão, empresário e político brasileiro (m. 2021).
  - Mino Carta, pintor, editor, jornalista e escritor ítalo-brasileiro.
- 1934
  - Michel Vermeulin, ex-ciclista francês.
  - Oleg Kalugin, ex-militar russo.
- 1937 — Sergio Aragonés, cartunista espanhol.
- 1938 — Dennis Oppenheim, fotógrafo e escultor norte-americano (m. 2011).
- 1939
  - Susumu Tonegawa, cientista japonês.
  - David Allan Coe, músico estadunidense.
  - Cravinho, cantor brasileiro.
- 1940 — Elwyn Berlekamp, matemático norte-americano (m. 2019).
- 1943
  - Roger Waters, músico e compositor britânico.
  - Antoon Houbrechts, ex-ciclista belga.
- 1944
  - Swoosie Kurtz, atriz estadunidense.
  - Donna Haraway, filósofa e zoóloga norte-americana.
- 1946 — Ángel Cappa, ex-futebolista e treinador de futebol argentino.
- 1947
  - Sylvester James, cantor estadunidense (m. 1988).
  - Jane Curtin, atriz norte-americana.
- 1949
  - Efua Dorkenoo, ativista ganesa (m. 2014).
- 1950
  - Charlie Nearburg, ex-automobilista e empresário estadunidense.
  - Uwe Kagelmann, ex-patinador artístico alemão.

#### 1951–2000
- 1951 — Harald Gimpel, ex-canoísta alemão.
- 1952 — Paulinho, músico brasileiro (m. 2020).
- 1954 — Carly Fiorina, empresária e política estadunidense.
- 1955
  - Hélio Ziskind, músico brasileiro.
  - Ambrósio Cubas, religioso brasileiro.
  - Raymond Benson, escritor estadunidense.
- 1957
  - José Sócrates, político português.
  - Michaëlle Jean, política canadense.
  - Zhivko Gospodinov, futebolista búlgaro (m. 2015).
- 1958
  - Arsinée Khanjian, atriz e produtora de cinema libanesa.
  - Khalil Allawi, ex-futebolista iraquiano.
- 1959 — Fernando Ciangherotti, ator mexicano.
- 1960 — Jaime Spengler, arcebispo brasileiro.
- 1961
  - Paul Waaktaar-Savoy, guitarrista norueguês.
  - Basil Gorgis, ex-futebolista iraquiano.
- 1962
  - Chris Christie, político estadunidense.
  - Holger Fach, ex-futebolista e treinador de futebol alemão.
- 1963
  - Geert Wilders, político neerlandês.
  - Betsy Russell, atriz estadunidense.
  - József Kiprich, ex-futebolista e treinador de futebol húngaro.
  - Karen Baldwin, ex-modelo, produtora de cinema e apresentadora canadense.
  - Blas Giunta, ex-futebolista e treinador de futebol argentino.
  - Ivan Hašek, ex-futebolista e treinador de futebol tcheco.
- 1964 — Rosie Perez, atriz estadunidense.
- 1965
  - Christopher Nolan, escritor irlandês (m. 2009).
  - Gleisi Hoffmann, política brasileira.
- 1967
  - Macy Gray, atriz e cantora estadunidense.
  - William DuVall, cantor estadunidense.
- 1968  ·  Lupita Jones, empresária e ex-modelo mexicana.
- 1969
  - CeCe Peniston, cantora estadunidense.
  - Tony DiTerlizzi, pintor, escritor e ilustrador estadunidense.
  - Kelli McCarty, modelo e atriz norte-americana.
- 1970
  - Leo Áquilla, jornalista e artista brasileira.
  - Stéphane Guivarc'h, ex-futebolista francês.
  - Paulo Madeira, ex-futebolista angolano-português.
- 1971 — Dolores O'Riordan, cantora irlandesa (m. 2018).
- 1972
  - Idris Elba, ator britânico.
  - Dylan Bruno, ator estadunidense.
  - Justina Machado, atriz estadunidense.
  - Vyacheslav Dayev, ex-futebolista e treinador de futebol russo.
- 1973
  - Carlo Cudicini, ex-futebolista italiano.
  - Greg Rusedski, ex-tenista canadense.
- 1974
  - Tim Henman, ex-tenista britânico.
  - Nina Persson, cantora sueca.
  - Justin Whalin, ator estadunidense.
  - Jake Brown, skatista australiano.
- 1975
  - Gala Rizzatto, cantora italiana.
  - Ryoko Tamura, ex-futebolista japonês.
  - Francisco Puñal, ex-futebolista espanhol.
  - Erubey Cabuto, ex-futebolista mexicano.
- 1976
  - Rodrigo Amarante, músico brasileiro.
  - Naomie Harris, atriz britânica.
  - Rubens Cardoso, ex-futebolista brasileiro.
- 1977
  - Analice Nicolau, jornalista e modelo brasileira.
  - Bertie Carvel, ator britânico.
- 1978
  - Adriana Reid, jornalista brasileira.
  - Emerson Sheik, ex-futebolista brasileiro.
  - Homare Sawa, ex-futebolista japonesa.
  - Natalia Cigliuti, atriz estadunidense.
- 1979
  - Miodrag Džudović, ex-futebolista montenegrino.
  - Denis Kovba, futebolista bielorrusso (m. 2021).
  - Massimo Maccarone, ex-futebolista italiano.
  - Raphael Claus, árbitro de futebol brasileiro.
- 1980
  - Joseph Yobo, ex-futebolista nigeriano.
  - Helen Reeves, ex-canoísta britânica.
  - Maik Santos, handebolista brasileiro.
- 1981
  - Quelynah, cantora e atriz brasileira.
  - Thales Leites, lutador brasileiro de artes marciais mistas.
  - Santiago Salcedo, futebolista paraguaio.
  - Dritan Babamusta, ex-futebolista albanês.
- 1982
  - Carlitos, ex-futebolista português.
  - Cristian Nasuti, ex-futebolista argentino.
- 1983
  - Pejman Montazeri, futebolista iraniano.
  - Stephen Kelly, ex-futebolista irlandês.
  - Pippa Middleton, escritora e socialite britânica.
  - Vít Jedlička, escritor, político e ativista tcheco.
- 1984
  - Yaowapa Boorapolchai, ex-taekwondista tailandesa.
  - Thomas Dekker, ex-ciclista neerlandês.
  - Jwan Yosef, pintor e artista sueco-sírio.
- 1985
  - Alberto Valério, automobilista brasileiro.
  - Luz Cipriota, modelo e atriz argentina.
  - Ali Ashfaq, futebolista maldívio.
  - Imre Tóth, motociclista húngaro.
- 1986
  - Thomas Lüthi, motociclista suíço.
  - Danilson Córdoba, ex-futebolista colombiano.
- 1987
  - Anna Pavlova, ginasta russa.
  - Jacques Janse van Rensburg, ex-ciclista sul-africano.
  - Jaloo, DJ, cantor, compositor e produtor musical brasileiro.
  - Iza Arruda, política brasileira.
- 1988
  - Wesley Safadão, cantor e empresário brasileiro.
  - João Ricardo Riedi, futebolista brasileiro.
- 1989 — Hannah John-Kamen, atriz britânica.
- 1990
  - Maximilian Beister, futebolista alemão.
  - Jordi Simón, ex-ciclista espanhol.
  - Marco Sørensen, automobilista dinamarquês.
- 1991 — Jacques Zoua, futebolista camaronês.
- 1993
  - Saman Ghoddos, futebolista iraniano.
  - Song Se-ra, esgrimista sul-coreana.
  - Famous Dex, rapper e compositor norte-americano.
- 1995
  - Luca Crecco, futebolista italiano.
  - Bertrand Traoré, futebolista burquinês.
  - Iury Castilho, futebolista brasileiro.
- 1996
  - Andrés Tello, futebolista colombiano.
  - Lana Rhoades, influenciadora digital e ex-atriz pornográfica norte-americana.
- 1998 — Michele Perniola, cantor italiano.

### Século XXI
- 2001 — Freya Allan, atriz britânica.
- 2002
  - Leylah Fernandez, tenista canadense.
  - Asher Angel, ator norte-americano.
- 2003 — Wesley, futebolista brasileiro.
- 2004 — Xande Valois, ator brasileiro.
- 2006 — Hisahito de Akishino, príncipe japonês.

## Mortes

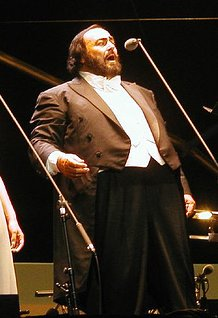
Luciano Pavarotti

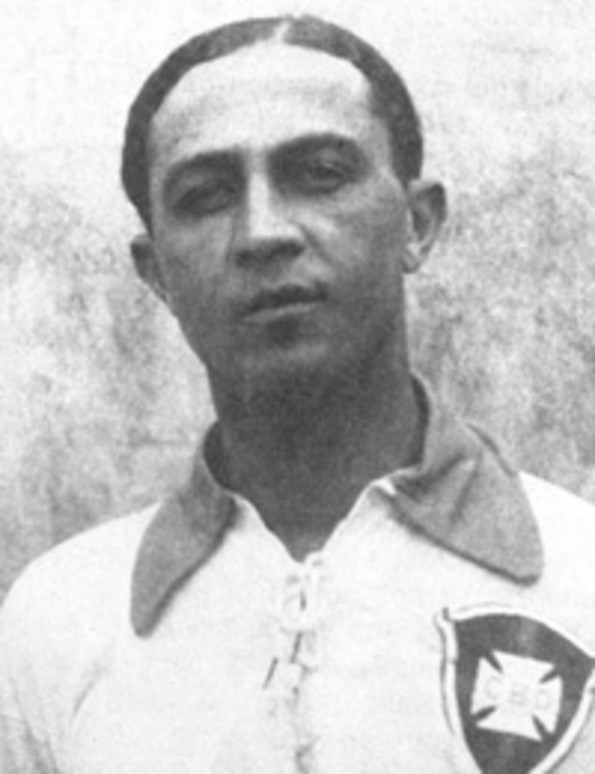
Arthur Friedenreich

### Anteriores ao século XIX
- 0394 — Flávio Eugénio, imperador romano (n. 345).
- 0972 — Papa João XIII (n. 932).
- 1276 — Vicedomino de Vicedominis, cardeal italiano (n. 1210).
- 1431 — Demétrio Láscaris Leontário, estadista e líder militar bizantino (n. ?).
- 1566 — Solimão I, imperador otomano (n. 1494)
- 1683 — Jean-Baptiste Colbert, político francês (n. 1619).

### Século XIX
- 1808 — Louis-Pierre Anquetil, historiador francês (n. 1723).
- 1885 — Narcís Monturiol, engenheiro, pintor, político e inventor espanhol (n. 1819).

### Século XX
- 1907 — Sully Prudhomme, escritor francês (n. 1839).
- 1918 — Inglês de Sousa, político, jornalista e escritor brasileiro (n. 1853).
- 1950 — Cecília do Coração de Maria, religiosa católica brasileira (n. 1852).
- 1969
  - Arthur Friedenreich, futebolista brasileiro (n. 1892.
  - Edith Johnson, atriz norte-americana (n. 1894).
- 1974 — Otto Kruger, ator estadunidense (n. 1885).
- 1978 — Adolf Dassler, empresário alemão (n. 1900).
- 1987 — William Haley, editor jornalístico e administrador de radiodifusão britânico (n. 1901).
- 1990 — Tom Fogerty, músico estadunidense (n. 1941).
- 1994 — Nicky Hopkins, pianista britânico (n. 1944).
- 1998 — Akira Kurosawa, cineasta japonês (n. 1910).
- 2000 — Jürgen Schütze, ciclista alemão (n. 1951).

### Século XXI
- 2007
  - Luciano Pavarotti, tenor italiano (n. 1935).
  - Ruth Romcy, atriz e humorista brasileira (n. 1927).
  - Madeleine L'Engle, escritora estadunidense (n. 1918).
- 2008 — Anita Page, atriz norte-americana (n. 1910).
- 2011 — Julio Maceiras, futebolista uruguaio (n. 1926).
- 2015 — Luizito, cantor brasileiro (n. 1954).
- 2017 — Nicolae Lupescu, futebolista romeno (n. 1940).
- 2018
  - Burt Reynolds, ator estadunidense (n. 1936).
  - Wilson Moreira, cantor brasileiro (n. 1936).
- 2019 — Robert Mugabe, político zimbabuano (n. 1924).
- 2021
  - Jean-Paul Belmondo, ator francês (n. 1933).
  - Jean-Pierre Adams, futebolista franco-senegalês (n. 1948).

## Feriados e eventos cíclicos

### Brasil
- Dia do Alfaiate
- Dia do Sexo
- Aniversário dos municípios:
  - Boituva, São Paulo
  - Muriaé, Minas Gerais
  - Aramari, Bahia
  - Ribeirão Branco, São Paulo
  - Morrinhos, Ceará

### Cristianismo
- Begga de Landen
- Onesíforo
- Zacarias, o Profeta

## Outros calendários
- No calendário romano era o 8.º dia (VIII) antes dos idos de  setembro.
- No calendário litúrgico tem a letra dominical D para o dia da semana.
- No calendário gregoriano a epacta do dia é xviii.